# Зенобија
Јулија Аурелија Зенобија (240 – око 274) била је сиријска краљица Палмирског царства позната по знаменитом устанку против Римског царства.
Била је друга супруга Одената, оснивача државе, а краљица, тачније регент је постала након Оденатовог убиства 267. године с обзиром да је њивох син још био дете да би могао да влада, а због слабости римског царства и њене јачине, када је Клаудије II Готски дошао на власт није имао другог избора него да Зенобији призна суверенитет.
До 269, Зенобија је проширила своју територију, придобилаСарацене и Јемене, освојила Египат и анексирала многе суседне државе укључујући целу Сирију и део Анадолије. 
Касније је протерала а потом и погубила римског префекта Тенагина Проба. Владала је до 274, када ју је поразио и заробио римски цар Аурелијан, те потом одвео као таоца у Рим.
На тај корак се одлучио пошто она није хтела да се повинује и призна га за цара када је снабдевање Рима житом било угрожено с обзиром да је она држала Египат под својом контролом.
За Зенобију се говорило да је носила златне ланце на Аурелијановом тријумфу у Риму. О њеној смрти постоји неколико верзија — приписују се болести, самоизгладњивању и погубљењу, али постоји и верзија према којој је Аурелијан био њоме толико импресиониран да ју је пустио на слободу, уделивши јој вилу у Тибуру (савремени Тиволи), гдје је постала важно име римске друштвене сцене.